# Outside (George Michael)
Outside is een nummer van de Britse zanger George Michael. Het nummer werd uitgebracht als eerste single van zijn verzamelalbum Ladies & Gentlemen: The Best Of George Michael uit 1998. Op 19 oktober van dat jaar werd het nummer op single uitgebracht.

## Achtergrond
Outside wordt gezien als een nummer waarmee Michael de waarheid wil vertellen over zijn arrestatie. Op 7 april 1998, voor het uitkomen van Outside, werd de zanger namelijk gearresteerd wegens het maken van seksuele toespelingen tegenover een undercoverpolitieagent in een openbaar toilet in Beverly Hills. Met dit incident was Michael tevens verplicht uit de kast te komen als homoseksueel. Iets wat al een aantal jaren een gerucht was, maar wat nooit werd bevestigd.
Michael schreef het nummer met een knipoog, in de tekst verklaart hij dat hij het seksleven achter gesloten deuren behoorlijk saai vindt, hij wil het liever in de open lucht. Hij refereerde aan de toiletaffaire met de zin "I'd service the community, but I already have, you see" (Michael kreeg voor zijn daad een boete van 810 dollar en 80 uur taakstraf).
In 1999 claimde Marcelo Rodriguez, de undercoveragent die Michael arresteerde, 10 miljoen dollar via een rechtszaak. Het gerechtshof wees de zaak af, maar een hoger beroep ging van start op 3 december 2002. Hierin werd duidelijk dat Rodriguez geen schadevergoeding kon krijgen voor emotionele schade.
De single werd een hit in Europa, Oceanië en de Verenigde  Staten. In Griekenland, Spanje en Hongarije werd zelfs de nummer 1-positie behaald.
In thuisland het Verenigd Koninkrijk bereikte de single de 2e positie in de UK Singles Chart. In Ierland werd de 7e positie bereikt, in Australië de 13e, Nieuw-Zeeland de 11e en in de Verenigde Staten de 3e positie in de "Billboard US Dance Club Songs".
In Nederland werd de single veel gedraaid op de landelijke radiozenders en bereikte de 11e positie in de Nederlandse Top 40 en de 14e positie in de Mega Top 100.
In België werd in zowel de Vlaamse Ultratop 50 als de Vlaamse Radio 2 Top 30 de 20e positie bereikt.

## Videoclip
Een belangrijk onderdeel van de satire bestond uit de videoclip bij het nummer.
De clip begint met een scène die uit een Zweedse pornofilm lijkt te komen, de teksten "eine fulm bi Hüu Jarss", "mit Klaus Hoöd", "ünde Heidi Kóchenblauer", "ars 'Cindy'", "direktum bi Marchelo Üffenvanken" verschijnen in beeld alsof het de titels van een film betreft. Ook is er een Zweedse mannenstem te horen:"Vem var hon? Vart kom hon ifrån? Hade hon ätit? Då plötslig kom jag ihåg, det var ingen dröm: jag var... i Hollywood!". Grofweg vertaald betekent dit "Wie was zij? Waar kwam ze vandaan? Had ze gegeten? Toen ontdekte ik het, het was geen droom: ik was... in Hollywood!". In beeld zijn een man en een vrouw die hem probeert te versieren te zien. Na de tekst verandert de vrouw in een oude politieagente, die de man arresteert, een verwijzing naar de arrestatie van de zanger.
Hierna begint de muziek met het opstijgen van een politiehelikopter die over de stad vliegt met een beveiligingscamera. De clip toont de beelden van de camera, diverse stellen (hetero en homo) zijn te zien terwijl ze seks hebben of gaan hebben in openbare ruimtes.
Hiermee afgewisseld is George Michael te zien in een openbaar toilet, in de kleding van een politieagent, samen met twee "kinky" politieagentes. Het toilet verandert in een disco met discoballen en urinoirs met felle kleuren.
Aan het einde van de videoclip worden alle mannen die openbare seks (wilden) hebben gearresteerd door de politie. Hierna blijkt dat de twee mannelijke agenten ook iets voor elkaar voelen, ook zij beginnen te zoenen. De clip eindigt met de helikopter die langs de tekst "Jesus saves" vliegt, gevolgd door de woorden "all of us".

## Hitnoteringen

### Nederlandse Top 40
| Outside in de Nederlandse Top 40 - binnen: 31 oktober 1998 | Outside in de Nederlandse Top 40 - binnen: 31 oktober 1998 | Outside in de Nederlandse Top 40 - binnen: 31 oktober 1998 | Outside in de Nederlandse Top 40 - binnen: 31 oktober 1998 | Outside in de Nederlandse Top 40 - binnen: 31 oktober 1998 | Outside in de Nederlandse Top 40 - binnen: 31 oktober 1998 | Outside in de Nederlandse Top 40 - binnen: 31 oktober 1998 | Outside in de Nederlandse Top 40 - binnen: 31 oktober 1998 | Outside in de Nederlandse Top 40 - binnen: 31 oktober 1998 |
| Week                                                       | 1                                                          | 2                                                          | 3                                                          | 4                                                          | 5                                                          | 6                                                          | 7                                                          |                                                            |
| ---------------------------------------------------------- | ---------------------------------------------------------- | ---------------------------------------------------------- | ---------------------------------------------------------- | ---------------------------------------------------------- | ---------------------------------------------------------- | ---------------------------------------------------------- | ---------------------------------------------------------- | ---------------------------------------------------------- |
| Nummer                                                     | 14                                                         | 11                                                         | 11                                                         | 19                                                         | 22                                                         | 32                                                         | 38                                                         | uit                                                        |

### Mega Top 100
Hitnotering: 24-10-1998 t/m 30-01-1999. Hoogste notering: #14 (1 ×week).